# Rattawut Lapcharoensap
 (novembre 2021).
La mise en forme du texte ne suit pas les recommandations de Wikipédia : il faut le « wikifier ».
Les points d'amélioration suivants sont les cas les plus fréquents :
- Les titres sont pré-formatés par le logiciel. Ils ne sont ni en capitales, ni en gras.
- Le texte ne doit pas être écrit en capitales (les noms de famille non plus), ni en gras, ni en italique, ni en « petit »…
- Le gras n'est utilisé que pour surligner le titre de l'article dans l'introduction, une seule fois.
- L'italique est rarement utilisé : mots en langue étrangère, titres d'œuvres, noms de bateaux, etc.
- Les citations ne sont pas en italique mais en corps de texte normal. Elles sont entourées par des guillemets français : « et ».
- Les listes à puces sont à éviter, des paragraphes rédigés étant largement préférés. Les tableaux sont à réserver à la présentation de données structurées (résultats, etc.).
- Les appels de note de bas de page (petits chiffres en exposant, introduits par l'outil «  Source ») sont à placer entre la fin de phrase et le point final[comme ça].
- Les liens internes (vers d'autres articles de Wikipédia) sont à choisir avec parcimonie. Créez des liens vers des articles approfondissant le sujet. Les termes génériques sans rapport avec le sujet sont à éviter, ainsi que les répétitions de liens vers un même terme.
- Les liens externes sont à placer uniquement dans une section « Liens externes », à la fin de l'article. Ces liens sont à choisir avec parcimonie suivant les règles définies. Si un lien sert de source à l'article, son insertion dans le texte est à faire par les notes de bas de page.
- La présentation des références doit suivre les conventions bibliographiques. Il est recommandé d'utiliser les modèles {{Ouvrage}}, {{Chapitre}}, {{Article}}, {{Lien web}} et/ou {{Bibliographie}}. Le mode d'édition visuel peut mettre en forme automatiquement les références.
- Insérer une infobox (cadre d'informations à droite) n'est pas obligatoire pour parachever la mise en page.

Pour une aide détaillée, merci de consulter Aide:Wikification.
Si vous pensez que ces points ont été résolus, vous pouvez retirer ce bandeau et améliorer la mise en forme d'un autre article.
Rattawut Lapcharoensap (thai: รัฐวุฒิ ลาภเจริญทรัพย์; API :[rát.tʰà.wút lâːp.tɕà.rɤ̄ːn.sáp]), né en 1979 à Chicago, est un écrivain thaïlandais. C'est un des quelques écrivains thaïlandais, avec Pira Sudham, S.P. Somtow et Pitchaya Sudbanthad, dont l’œuvre originale est écrite en anglais et non en thaï. Il n'a publié actuellement qu'un seul recueil de nouvelles intitulé Café Lovely.

## Biographie
Rattawut Lapcharoensap naît en 1979 à Chicago. Il grandit à Bangkok et étudie à Triamudomksa Pattanakarn (thaï : โรงเรียน เตรียมอุดมศึกษา พัฒนาการ). Il continue ensuite ses études aux États-Unis à l'université Cornell puis à l'université du Michigan.

## Nouvelles en anglais
- Valets, Granta 97: Best of Young American Novelists 2, Spring 2007
- The Captain, Granta 124: Travel Fiction, Summer 2013

## Recueil de nouvelles traduites en français
Rattawut a publié en 2005 un recueil de nouvelles traduit en français et publié à deux reprises, d'abord aux éditions Buchet-Chastel en 2005 puis aux éditions Points en 2009 :
- Café Lovely, trad. Florence Hertz (du recueil en anglais Sightseeing), éditions Points, 256 p.,  (ISBN 978-2-7578-1378-2)[4]

Ce recueil contient les sept nouvelles suivantes :
- Les farangs (Farangs) p. 11-32
- Café Lovely (At the Café Lovely) p. 33-60
- La loterie (Draft Day) p. 61-76
- Tour au paradis (Sightseeing) p. 77-104
- Priscilla la Cambodgienne (Priscilla the Cambodian) p. 105-128
- Je ne veux pas mourir ici (Don't Let Me Die in This Place) p. 129-160
- Combat de coqs (Cockfighter) p. 161-241

## Cinéma
Les deux nouvelles La loterie (Draft Day) et Café Lovely (At the Café Lovely) sont les bases du scénario du film How to Win at Checkers (Every Time) (พี่ชาย My Hero / P’Chai My Hero) réalisé par Josh Kim en 2015,,.